# Гаплогруппа U4a (мтДНК)
Гаплогруппа U4a — гаплогруппа митохондриальной ДНК человека.

## Субклады
- U4a
  - U4a1 T152C! * A12937G возникла 14000 ybp, БОП 11100 ybp
  - U4a2 C10873T * T13506C возникла 14000 ybp, БОП 7500 ybp
  - U4a3 C6665T * A6929G * G8065A возникла  11200 ybp, БОП 4100 ybp
  - U4a4 C16234T возникла 14000 ybp, БОП 11800 ybp
  - U4a5 A2792G возникла 14000 ybp, БОП 10400 ybp
  - U4a6 C5437T возникла 14000 ybp, БОП 2800 ybp
  - U4a7 T196C возникла 14000 ybp, БОП 9300 ybp
  - U4a8 G6305A возникла 14000 ybp, БОП 3600 ybp
  - U4a9 A11446G возникла 14000 ybp, БОП 6000 ybp
  - U4a-a T16362C возникла 14000 ybp, БОП 11200 ybp
  - U4a-a1 A5705G возникла 11200 ybp, БОП 1800 ybp
  - U4a-a2 C16344T возникла 11200 ybp, БОП 4700 ybp

## Палеогенетика

### Мезолит
- MIN1 - Minino (10,673 лет до н. э.), Веретье (культура) у озера Кубенское в деревне Минино (Вологодская область), Россия[1].
- I5773 (VLSC_17) - Vlasac (8,240-7,940 лет до н. э.) Y-хромосомная гаплогруппа I, Железные Ворота, Сербия[2].
- I5234 (PADN_6) - Padina (9,500-6,200 лет до н. э.), Железные Ворота, Сербия[2].
- Spiginas4_Kunda (6,440–6,230 лет до н. э.), Spiginas, Литва [3]; [4]
- I0211 (UzOO40) (6,773-5,886 лет до н. э.) Y-хромосомная гаплогруппа J- Южный Олений остров  Оленеостровский могильник (Онежское озеро), Карелия, Россия[5].
- I4878 (VLSC_U21) - Vlasac (5,995-5,710  лет до н. э.)Y-хромосомная гаплогруппа I2a2a, Железные Ворота, Сербия[2].
- Kudruküla2 - Kudruküla (ок. 3,636 лет до н. э.)у представителей культуры гребенчатой керамики из местонахождения Кудрукюла (эст. Kudruküla), устье реки Нарва, Эстония[6].

### Неолит
- I5886 - Dereivka (5,314-5,220 лет до н. э.) Y-хромосомная гаплогруппа I, могильник Дериевка, Украина [2].
- I5883 - Dereivka (5,208-5,003 лет до н. э.) Y-хромосомная гаплогруппа R1b1a(xR1b1a1a,xR1b1a1a2), могильник Дериевка, Украина [2].
- I2074 (5,602–5,376 лет до н. э.) и I0992 (5,002–4,730 лет до н. э.) могильник Корчуган 1,  погр. 1, Васьково 4, Межгорная котловина между отрогами Алтая и Саян, Россия [7].
- I1409 (4,229-3,985 лет до н. э.) Areni 1 Армения [8][9].
- OBKR 66 (2,018-1,936 лет до н. э.), Кёнигсбрунн, Obere Kreuzstraße, Германия[10].

Культура колоколовидных кубков
- I7271 (ок. 2,250 лет до н. э.), I7278 (ок. 2,383 лет до н. э.) Brandýsek, Чехия[11].
- I4889 (ок. 2,181 лет до н. э.) Prague 8, Kobylisy, Ke Stírce Street, Чехия[11].
- I6480 (ок. 2,200 лет до н. э.) Velké Přílepy, Чехия[11].

Триалетская культура
- arm43_mt (1,800-1,600 лет до н. э.) Карашамб, Армения[12].

### Бронзовый век
Балканский медно-бронзовый век
- ANI153 (VAR44) (4,551-4,374 лет до н. э.) Y-хромосомная гаплогруппа R1, Варна, Болгария[2].
- I2424 (4,448-4,260 лет до н. э.), Smyadovo, Болгария[2].
- I4175 (GEN99) (3,000-2,700 лет до н. э.), Vucedol Tell, NA, Хорватия[2].

Степной век ранней-средней бронзы
- I11734 (3,022-2,911 лет до н. э.), Кумсай (Кырык Оба), Казахстан[9].

Синташти́нская культура
- I1063 (2,050-1,650 лет до н. э.), 5 захоронение, Каменный Амбар, Челябинская область, Россия[9].

Степной средний-поздний бронзовый век
- I6718 (1,616-1,501 лет до н. э.), Орак, у Кр. Горы, к. 38, погр. 2, Красноярский край, Россия[9].

Ближневосточный медно-бронзовый век
- I6460 or Levant68 (ок. 1,350 лет до н. э.) Y-хромосомная гаплогруппа J-YSC0000076 (J1a), The Baqah, Иордания[13][11].

Средний бронзовый век Британии
- I7627(ок. 1,318 лет до н. э.) Bedfordshire, Biddenham Loop, Великобритания[11].

### Античная эпоха
Пунийцы Карфагеняне
- MS10613 (400-300 лет до н. э.), Puig de Molins, Ибица, Испания[14].

### Железный век
- M4 (380-200 лет до н. э.) Shirenzigou, Шуймогоу, Синьцзян-Уйгурский автономный район, Китай[15].

### Средние века
Лангобарды
- Sz 41 (LHSZ41) (500-600 н. э.) Szólád , NA, Венгрия[16].

## Публикации
2013
- Der Sarkissian C; et al. (2013). Ancient DNA reveals prehistoric gene-flow from siberia in the complex human population history of North East Europe. PLoS Genetics. doi:10.1371/journal.pgen.1003296. {{cite journal}}: Явное указание et al. в: |author= (справка)Википедия:Обслуживание CS1 (не помеченный открытым DOI) (ссылка)

2014
- Lazaridis, I., Patterson, N., Mittnik, A.; et al. (2014). Ancient human genomes suggest three ancestral populations for present-day Europeans. Nature. 513: 409–413. doi:10.1038/nature13673. {{cite journal}}: Явное указание et al. в: |author= (справка)Википедия:Обслуживание CS1 (множественные имена: authors list) (ссылка)

2016
- Lazaridis, I., Nadel, D., Rollefson, G.; et al. (2016). Genomic insights into the origin of farming in the ancient Near East. Nature. 536 (7617): 419–424. doi:10.1038/nature19310. {{cite journal}}: Явное указание et al. в: |author= (справка)Википедия:Обслуживание CS1 (множественные имена: authors list) (ссылка)

2017
- Saag; et al. (2017). Extensive Farming in Estonia Started through a Sex-Biased Migration from the Steppe. Current Biology. 27 (14). doi:10.1016/j.cub.2017.06.022. {{cite journal}}: Явное указание et al. в: |author= (справка)
- Margaryan; et al. (2017). Eight Millennia of Matrilineal Genetic Continuity in the South Caucasus. Current Biology. 27 (13): 2023-2028.e7. doi:10.1016/j.cub.2017.05.087. {{cite journal}}: Явное указание et al. в: |author= (справка)
- Knipper; et al. (2017). Female exogamy and gene pool diversification at the transition from the Final Neolithic to the Early Bronze Age in central Europe. Proceedings of the National Academy of Sciences. 14 (38): 10083–10088. doi:10.1073/pnas.1706355114. {{cite journal}}: Явное указание et al. в: |author= (справка)

2018
- Mathieson I, Alpaslan-Roodenberg S, Posth C; et al. (2018). The genomic history of southeastern Europe. Nature. 555 (7695): 197–203. doi:10.1038/nature25778. PMC 6091220. PMID 29466330. {{cite journal}}: Явное указание et al. в: |author= (справка)Википедия:Обслуживание CS1 (множественные имена: authors list) (ссылка)
- Mittnik, A., Wang, CC., Pfrengle, S.; et al. (2018). The genetic prehistory of the Baltic Sea region. Nature Communications. 9. doi:10.1038/s41467-018-02825-9. {{cite journal}}: Явное указание et al. в: |author= (справка)Википедия:Обслуживание CS1 (множественные имена: authors list) (ссылка)
- Zalloua, P., Collins, C.J., Gosling, A.; et al. (2018). Ancient DNA of Phoenician remains indicates discontinuity in the settlement history of Ibiza. Scientific Reports. 8. doi:10.1038/s41598-018-35667-y. {{cite journal}}: Явное указание et al. в: |author= (справка)Википедия:Обслуживание CS1 (множественные имена: authors list) (ссылка)

2019
- Narasimhan V., Patterson N., Moorjani P; et al. (Сентябрь 2019). The formation of human populations in South and Central Asia. Science. 365 (6457). doi:10.1126/science.aat7487. PMC 6822619. PMID 31488661. {{cite journal}}: Явное указание et al. в: |author= (справка)Википедия:Обслуживание CS1 (множественные имена: authors list) (ссылка)
- Ning; et al. (2019). Ancient Genomes Reveal Yamnaya-Related Ancestry and a Potential Source of Indo-European Speakers in Iron Age Tianshan. Current Biology. 29: 2526–2532. doi:10.1016/j.cub.2019.06.044. {{cite journal}}: Явное указание et al. в: |author= (справка)
- Vai; et al. (2019). Genetic variation related to the adaptation of humans to an agriculturalist lifestyle. Eur J Hum Genet. 27: 647–656. doi:10.1038/s41431-018-0319-8. {{cite journal}}: Явное указание et al. в: |author= (справка)

2020
- Blöcher; et al. (2020). Genetic variation related to the adaptation of humans to an agriculturalist lifestyle. Johannes Gutenberg-Universität Mainz. doi:10.25358/openscience-3112. {{cite journal}}: Явное указание et al. в: |author= (справка)
- Agranat-Tamir; et al. (2020). The Genomic History of the Bronze Age Southern Levant. Cell. 181: 1146–1157. doi:10.1016/j.cell.2020.04.024. {{cite journal}}: Явное указание et al. в: |author= (справка)

2021
- Dryomov SV, Nazhmidenova AM, Starikovskaya EB, Shalaurova SA, Rohland N, Mallick S, Bernardos R, Derevianko AP, Reich D, Sukernik RI. (2021). Mitochondrial genome diversity on the Central Siberian Plateau with particular reference to the prehistory of northernmost Eurasia. PLoS One. doi:10.1371/journal.pone.0244228. PMC 7842996. PMID 33507977.{{cite journal}}:  Википедия:Обслуживание CS1 (множественные имена: authors list) (ссылка) Википедия:Обслуживание CS1 (не помеченный открытым DOI) (ссылка)
- Kitti; et al. (2021). A X-XI. századi Kárpát-medencei köznép anyai vonalainak jellemzése archeogenetikai módszerekkel. A Magyarságkutató Intézet évkönyve: 281–309. doi:10.53644/MKIE.2021.281. {{cite journal}}: Явное указание et al. в: |author= (справка)

2022
- Nina Marchi,Laura Winkelbach,Ilektra Schulz,Maxime Brami,Zuzana Hofmanová,Jens Blöcher,Carlos S. Reyna-Blanco,Yoan Diekmann,Alexandre Thiéry,Adamandia Kapopoulou,Vivian Link,Valérie Piuz,Susanne Kreutzer,Sylwia M. Figarska,Elissavet Ganiatsou; et al. (2022). The genomic origins of the world's first farmers. Cell. doi:10.1016/j.cell.2022.04.008. {{cite journal}}: Явное указание et al. в: |author= (справка)Википедия:Обслуживание CS1 (множественные имена: authors list) (ссылка)